# 莫鲁瓦
莫鲁瓦（法語：Maurois，法語發音：[moʁwa]）是法国上法蘭西大區北部省的一个市镇，属于康布雷区。

## 地理
莫鲁瓦（50°4'30"N, 3°28'2"E）面积2.11 平方千米，位于法国上法蘭西大區北部省，该省份为法国最北部的省份及最长的省份，西北濒北海，西接加来海峡省，南至埃纳省和索姆省，东与比利时接壤。
与莫鲁瓦接壤的市镇（或旧市镇、城区）包括：勒蒙、贝尔特里、比西尼、奥讷希、马雷兹。

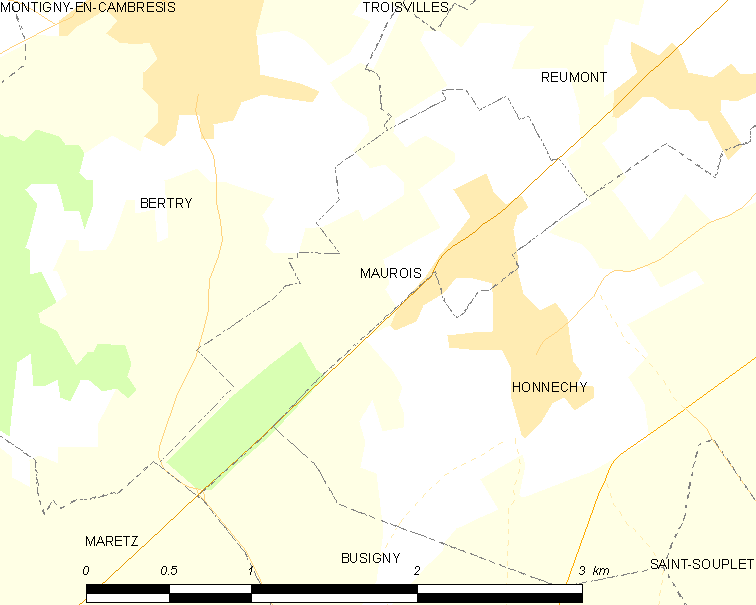
莫鲁瓦的OSM定位图

莫鲁瓦的时区为UTC+01:00、UTC+02:00（夏令时）。

## 行政
莫鲁瓦的邮政编码为59980，INSEE市镇编码为59394。

## 政治
莫鲁瓦所属的省级选区为勒卡托康布雷西县。

## 人口

1962-2008年间莫鲁瓦人口变化图示

莫鲁瓦于2022年1月1日时的人口数量为405人。